# Orland Park (Illinois)
Orland Park est un village américain situé dans le comté de Cook en proche banlieue de Chicago, dans l'État de l'Illinois. Lors du recensement des États-Unis de 2010, il compte 56 767 habitants.